# Grant Willson
Carlton Grant Willson, genannt Grant Willson (* 30. März 1939 in Vallejo, Kalifornien) ist ein US-amerikanischer Chemiker.
Willson studierte Chemie an der University of California, Berkeley, mit dem Bachelor-Abschluss 1962 und an der University of California, San Diego (UCSD), mit dem Master-Abschluss 1969 in Organischer Chemie. Dazwischen arbeitete er 1962 bis 1964 als Industriechemiker bei Aerojet Gen Corp. in Sacramento und unterrichtete 1965/66 an der Fairfax High School in Los Angeles. 1973 wurde er in Berkeley promoviert. 1974 wurde er Assistant Professor an der Long Beach State University; von 1976 bis 1978 war er an der UCSD. Von 1978 bis 1993 forschte er bei IBM, wo er den Bereich Polymer-Forschung und Technologie im Almaden Research Center in San José leitete. Seit 1993 ist er Professor an der University of Texas at Austin.
Er entwickelte chemische Materialien für die Halbleiterindustrie, zum Beispiel für Flüssigkristalle, nichtlineare Optik und photoresistive Materialien in der Lithographie. Hier gelang ihm Anfang der 1980er Jahre ein Durchbruch (mit Jean Fréchet, Hiroshi Ito (IBM)) der Entwicklung photoresistiver Polymere, die die Herstellung von Halbleiterchips mit Strukturen unterhalb 250 Nanometer über Lithografie ermöglichten. Die Lichtquellen waren bei kürzeren Wellenlängen zwar schwächer, so dass sensitivere photoresistive Materialien entwickelt werden mussten, die den Lichteinfluss über chemische Kettenreaktionen verstärkten (chemisch verstärkte Photoresistiva). Mit dieser Methode gelang es bei IBM 1986 Speicherchips mit 1 MB Kapazität herzustellen.
1985 wurde er IBM Fellow. 1988 erhielt er einen Humboldt-Forschungspreis, den Arthur Doolittle Award und den Carothers Award der ACS sowie 2005 deren Heroes of Chemistry Award. 1999 erhielt er den National Academy of Sciences Award for Chemistry in Service to Society. Er hält über 25 Patente und veröffentlichte über 300 Aufsätze (2012).
Willson ist Mitglied der National Academy of Engineering und der American Association for the Advancement of Science. Er erhielt die National Medal of Technology and Innovation und 2013 mit Fréchet den Japan-Preis. Für 2018 wurde ihm der ACS Award in Polymer Chemistry zugesprochen, für 2020 der Charles-Stark-Draper-Preis.